# Ryan Brooks
Ryan Brooks, né le 12 avril 1988 à La Nouvelle-Orléans en Louisiane, est un joueur américain de basket-ball.